# Buckley Space Force Base
Pour les articles homonymes, voir Buckley (homonymie).
La Buckley SFB est une base aérienne de l'US Space Force située à Aurora, dans le Colorado. Cette base a été créée par l'US Army en tant que terrain auxiliaire et champ de tir en 1938, puis activée en tant qu'installation désignée en 1941. La base a été nommée en l'honneur du Premier lieutenant John Harold Buckley, pilote de la Première Guerre mondiale. Après de nombreuses années sous le contrôle de l'US Air Force, elle passe sous le commandement de la nouvellement créée United States Space Force le 4 juin 2021.
La base aérienne Buckley est assignée au Space Delta 4 (en), plus 92 000 personnes y sont liées, du personnel en service actif, de la garde nationale, de la réserve et à la retraite, dans toute la communauté du Front Range. Buckley AFB prend en charge les opérations aériennes, les capacités d'alerte de missile dans l'espace, les opérations de surveillance de l'espace, les opérations de communication dans l'espace et les fonctions d'assistance à l'installation.

## Historique

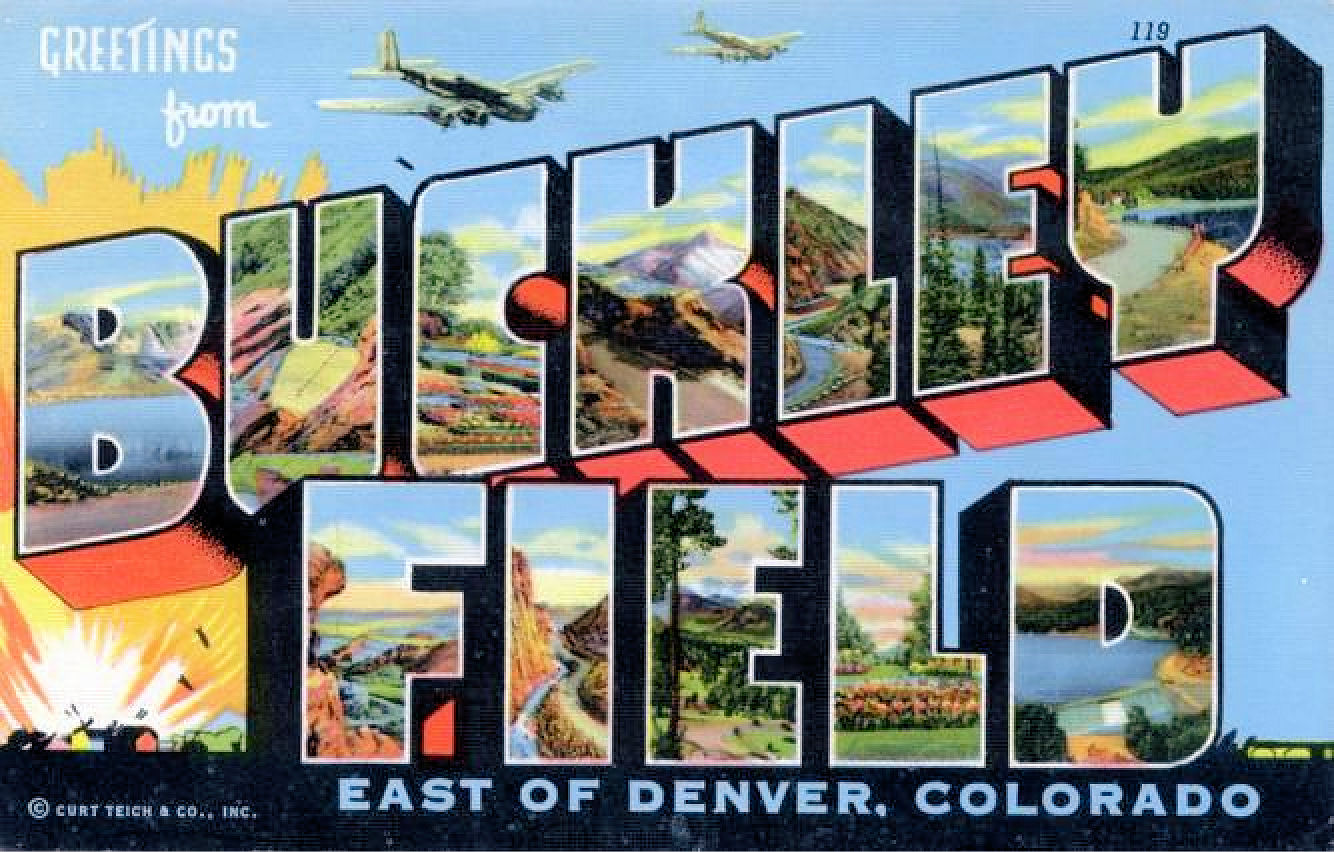
Carte postale de la seconde guerre mondiale

### Seconde Guerre mondiale
En 1938, la ville de Denver a acheté un terrain de 100 km2 à plusieurs kilomètres à l’est de la ville et en a fait don au Département de la guerre. Initialement, il s'appelait le "Demolition Bombing Range" et servait de terrain auxiliaire, de zone de chargement de munitions et de terrain d'entraînement pour les bombardiers de Lowry Field. Le 14 juin 1941, le site fut baptisé Buckley Field en l'honneur du Premier lieutenant John Harold Buckley, un pilote de Longmont, dans le Colorado, tué lors d'une collision en vol en France le 27 septembre 1918.
À la suite de l'entrée des États-Unis dans la Seconde Guerre mondiale, le département de la guerre a appelé à une extension spectaculaire du programme de formation en armement de Lowry Field à 55 000 diplômés par an. Les responsables de Lowry ont décidé de transférer l'école d'armement de chasseurs à Buckley et ont réservé à cette fin plus de 2300 hectares dans la zone du champ auxiliaire. Sous le commandement du 336e Escadron du quartier général et de la base aérienne (commandement de l'instruction technique des forces aériennes de l'Armée), plus tard de la 3702e unité de la base aérienne des forces aériennes de l'Armée, la construction de la base a commencé en mai 1942, entraînant la construction de plus de 700 bâtiments. Le 1er juillet 1942, l’école de formation technique de l’US Army Air Corps a commencé ses cours sur la base. En plus de sa mission principale en tant que base d’entraînement à l’armement de combat, il a également accueilli des écoles de formation de base, des policiers militaires, des ingénieurs, de spécialistes en guerre chimique et une école de survie en Arctique pour le personnel navigant se dirigeant vers la section du commandement du transport aérien de l’Alaska. L’école de survie en Arctique a organisé une formation en classe à Buckley et une formation sur le terrain à Echo Lake, près du sommet du mont Evans. La formation technique à la base était sous la juridiction du Western Technical Training Command. Pendant la guerre, Buckley Field a diplômé plus de 52 000 étudiants en armement, 4 500 étudiants en arctique et 37 000 stagiaires de base.

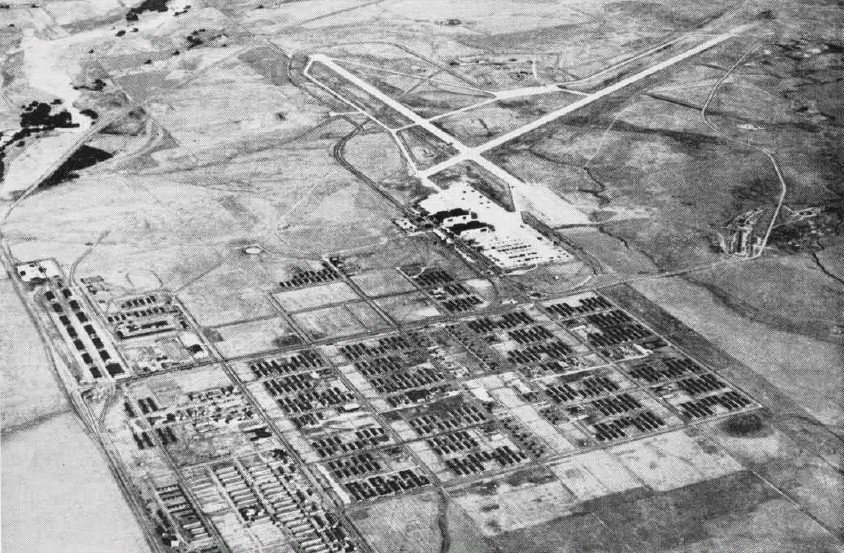
Vue aérienne de la base aéronavale de Denver à la fin des années 1940

### Guerre froide
Après la Seconde Guerre mondiale, le rôle militaire de Buckley Field a rapidement diminué. À partir de 1945, il a alterné les rôles d'antenne de Lowry Field et d’installation à part entière. En juin 1946, l'Army Air Force Technical Training Command fut passé d'en un état inactif, puis la base fut elle aussi placée dans un statut de site complètement inactif en septembre 1946. Ce qui permit aux forces aériennes de Garde nationale du Colorado de se déplacer sur la base de l'aéroport municipal de Denver pendant la même période. En novembre 1946, le Département de la Marine des États-Unis annonça qu'il envisageait d'assumer le commandement de la base et de la convertir en une installation d'entraînement pour les forces de réserve. La Navy prit officiellement le commandement de la base le 28 septembre 1947, qu'elle rebaptisa "Naval Air Station-Denver".
La base renommée était l'emplacement des escadrons d'aviation de la Réserve de l'aéronavale, ainsi que d'anciens combattants et de leurs familles qui attendaient de retourner à la vie civile. Des milliers d'anciens combattants sont revenus à la vie civile ici au cours des quatre premières années, tandis que les réservistes de la force aérienne de la marine ont simultanément mené une formation opérationnelle. La marine y resta douze ans avant de démanteler sa base le 30 juin 1959 et de la transférer à l’armée de l’air américaine (devenue une branche de service distincte en 1947). Cependant, la Réserve navale est restée à Buckley en tant que "locataire", connue sous le nom de "Centre de la Réserve aérienne navale de Denver", prédécesseur du "Centre de soutien opérationnel de la Marine" de l’époque actuelle à Denver. La Garde nationale aérienne du Colorado a continué d'opérer à NAS-Denver en tant que "locataire".
Buckley Field est devenu la base de la Garde nationale aérienne de Buckley le 18 avril 1960 sous contrôle de l'US Air Force. À l'époque, il devint la première base autonome de la Garde nationale aérienne du pays. La Garde nationale aérienne du Colorado a gardé le contrôle de Buckley Field pendant 40 ans, l’opérant ainsi comme base de chasse.
Pendant la période de la guerre froide, la Garde nationale aérienne du Colorado a mobilisé le 120e escadron d'appui tactique basé à Buckley pour des événements tels que la crise des missiles cubains, la crise de l'USS Pueblo et la guerre du Vietnam.
Au cours des années 1950 et 1960, Aurora, le voisin oriental de Denver, se développa légèrement vers Buckley Field. Le terrain de la base aérienne a été annexé à Aurora en 1965 et en 1966 ; cependant, l'installation est la propriété du gouvernement américain sous juridiction fédérale.
Entre 1970 et 1989 environ, un autre groupe devient locataire de Buckley Field, il s'agit du 154e groupe de soutien aérien tactique (une unité de la Garde nationale aérienne (ANG) formée pour fournir un appui aérien rapproché aux opérations terrestres de l'armée américaine). Le 154e groupe disposait de ses propres unités radar tactiques montées sur camion et de ses fourgonnettes de contrôle radar, mais aucun avion n’y était affecté.

## Années 1990
Bien que la guerre froide se soit terminée au début des années 90, la 120e Escadre d'avions de combat tactiques n'a vu aucune diminution de ses responsabilités. Il s’est déployé à partir de Buckley Field à plusieurs reprises au cours de la décennie des années 90 pour prendre part à diverses opérations militaires telles que l’opération Desert Storm, l’opération Northern Watch et l’opération Iraqi Freedom.

## Depuis 2000
Le 1er octobre 2000, l’armée de l’air américaine prend le contrôle de la base et se voit confier le 821e groupe spatial pour superviser ses opérations. Elle a été rebaptisée Base aérienne Buckley.
Un an plus tard, le contrôle de la base aérienne de Buckley a été transféré à la 460e escadre de la base aérienne, qui venait d'être réactivée, et qui assumait la responsabilité du soutien des installations de la base et de ses unités locataires. Le 19 août 2004, l'Air Force Space Command a redéfini la 460e ABW en tant que 460e escadre spatiale, amenant la mission d’alerte de missile spatiaux, et de surveillance des satellites.
Depuis le retour de Buckley Field dans l’armée de l’air en 2000, la base aérienne a connu un nombre sans précédent de nouvelles constructions et de modernisations. Les nouveaux dortoirs des aviateurs, le commissariat, les points de rencontre et le centre de remise en forme ont tous été achevés, complétés par la construction de logements familiaux - les premiers jamais construits à Buckley Field.
Fin 2016, l'armée de l'air a approuvé une version améliorée du système terrestre SBIRS (système basé sur l'espace infrarouge) de Lockheed Martin. Le système récemment amélioré renforcera les efforts de la constellation pour fournir des données infrarouges essentielles à des fins de défense. Le système Block 10 comprend la mise en œuvre de délais de collecte plus rapides pour la détection des menaces potentielles et sera situé à la station de contrôle de mission SBIRS à Buckley AFB. Dans Homeland Preparedness News, un porte-parole de Lockheed Martin a déclaré: "Avec la mise à niveau du Bloc 10, les données critiques fournies par SBIRS sont désormais gérées à partir d’un seul poste de contrôle au sol, ce qui est non seulement rentable, mais également plus efficace. Fournir à nos opérateurs de la Force aérienne la capacité de caractériser les menaces et de fournir rapidement ces informations aux commandants militaires déployés dans le monde entier. "

## Années 2020
À la suite de la création de l'US Space Force en décembre 2019 , la base aérienne de Buckley et les unités qui lui sont liées passent sous le commandement de la force spatiale et est renommée en juin 2021 . Les unités sont quant à elles regroupées dans le Space Delta 4 (en).

## Unités présentes sur la base

### Unités
Le 4e delta spatial assure la surveillance infrarouge mondiale, surveille les missiles pour les théâtres d'opérations et la défense du territoire national, et fournit aux commandement des aviateurs expéditionnaires. Le 4e delta spatial est divisé en plusieurs groupes, chacun responsable d'une partie distincte de la mission de la base spatiale de Buckley
- Les escadrons de surveillance spatiale

Alerte missile, défense antimissile, renseignement technique, commandement et contrôle par satellite, caractérisation des espaces de combat et communications robustes. L'équipe de professionnels de l'espace du groupe exploite le satellite du Programme d'appui à la défense, qui assure une surveillance, un suivi et un ciblage global à l'échelle mondiale. Le groupe comprend les 2e, 6e, 7e, 10e, 11e, 12e et 13e escadrons d’alerte spatiale, le 460e Escadron de communications spatiales et le 460e Escadron de soutien aux opérations.
- Le 460e escadron de soutien de mission

Fournit du personnel qualifié pour soutenir les forces expéditionnaires aériennes et la défense du territoire national. Le groupe est responsable de la protection de la force, de la qualité de vie, des ressources humaines, des contrats, de la logistique, de l'infrastructure de la base et du soutien à la gérance de l'environnement du 4e delta spatial, de ses clients et des missions opérationnelles de la base.
- Les groupes médicaux

Soutiennent la préparation militaire aux missions des forces expéditionnaires aériennes et de la défense intérieure en veillant à ce que le personnel de la base soit médicalement qualifié pour les déploiements, fournissent des soins de santé, un soutien aux compétences essentielles, la défense des droits des familles, la médecine aérospatiale, la santé publique, le bioenvironnement, l'optométrie, les services auxiliaires services de santé et de bien-être et des soins dentaires.

### Unités attenantes
Buckley AFB est occupé par 88 unités locataires.
- Les principaux locataires comprennent[2]:
  -  La 140e escadre, Garde nationale aérienne du Colorado. La 140e escadre comprend le 120e escadron de chasseurs et ses chasseur F-16C, le 200e escadron de transport aérien de l'Air Mobility Command, exploitant des Learjet C-21; le 137e escadron d'alerte spatiale de l'Air Force Space Command; et le 240e escadron de soutien des forces aériennes du Pacifique.
  -  La Garde nationale du Colorado exploite le centre de soutien à l'aviation de la base aérienne Buckley et est chargée de fournir le personnel et l'équipement nécessaires aux hélicoptères CH-47 Chinook, UH-1 Huey et UH-60 Blackhawk[2].
  -  Centre de données aérospatiales - Colorado (National Reconnaissance Office), 566e Escadron du renseignement,
  -  743e bataillon du renseignement militaire de l'armée américaine
  -  Commandement des opérations et d'information de la marine, Colorado
  - Le 1er août 2011, le centre du personnel de la réserve aérienne (ARPC) était physiquement situé près de Buckley, sur l'ancienne base aérienne de Lowry à Denver. Il a ensuite été transféré dans de nouvelles installations sur la base. L'ARPC gère les dossiers du personnel de la Garde nationale aérienne et du Commandement de la Réserve de la Force aérienne, gère le centre de personnel virtuel (Guard and Reserve, un portail Web pour les gardes aériens et les réservistes de la Force aérienne). Avec plus de 490 membres de personnel civil et militaire, l'ARPC effectue également d’autres opérations et services relatifs au personnel pour soutenir les forces de la composante de la réserve aérienne dans la partie continentale des États-Unis, ainsi qu’en Alaska, à Hawaii et à Porto Rico[11].

Parmi les autres locataires figurent le Bureau des enquêtes spéciales de la Force aérienne, l'Escadron de contrôle aérien maritime 23, le Centre de la Réserve de la Navy, les Corps des ingénieurs de l’armée américaine, la Patrouille aérienne civile, le Service d’échange de la Force aérienne, l'Agence de vérification de la Force aérienne, le Centre de test opérationnel et d’évaluation de la Force aérienne, le Centre des applications techniques de la Force aérienne, l'Agence du commissaire à la défense, l'Agence de gestion des contrats de défense, 14e Marines.
En outre, un investissement de 141 millions de dollars destinée à la NSA est prévue sur la base, ce qui permettra de loger 850 personnes dont les bureaux se trouvent actuellement dans des bâtiments temporaires. Buckley abrite un important contingent d’agences secrètes, notamment les unités de renseignement et d’information de la NRO ADF-Colorado, de la NSA, de l’armée, de la Navy, de l’Air Force et des Marines; et les unités cryptologiques des Marnies et des garde-côtes.